# Janáčkovo divadlo

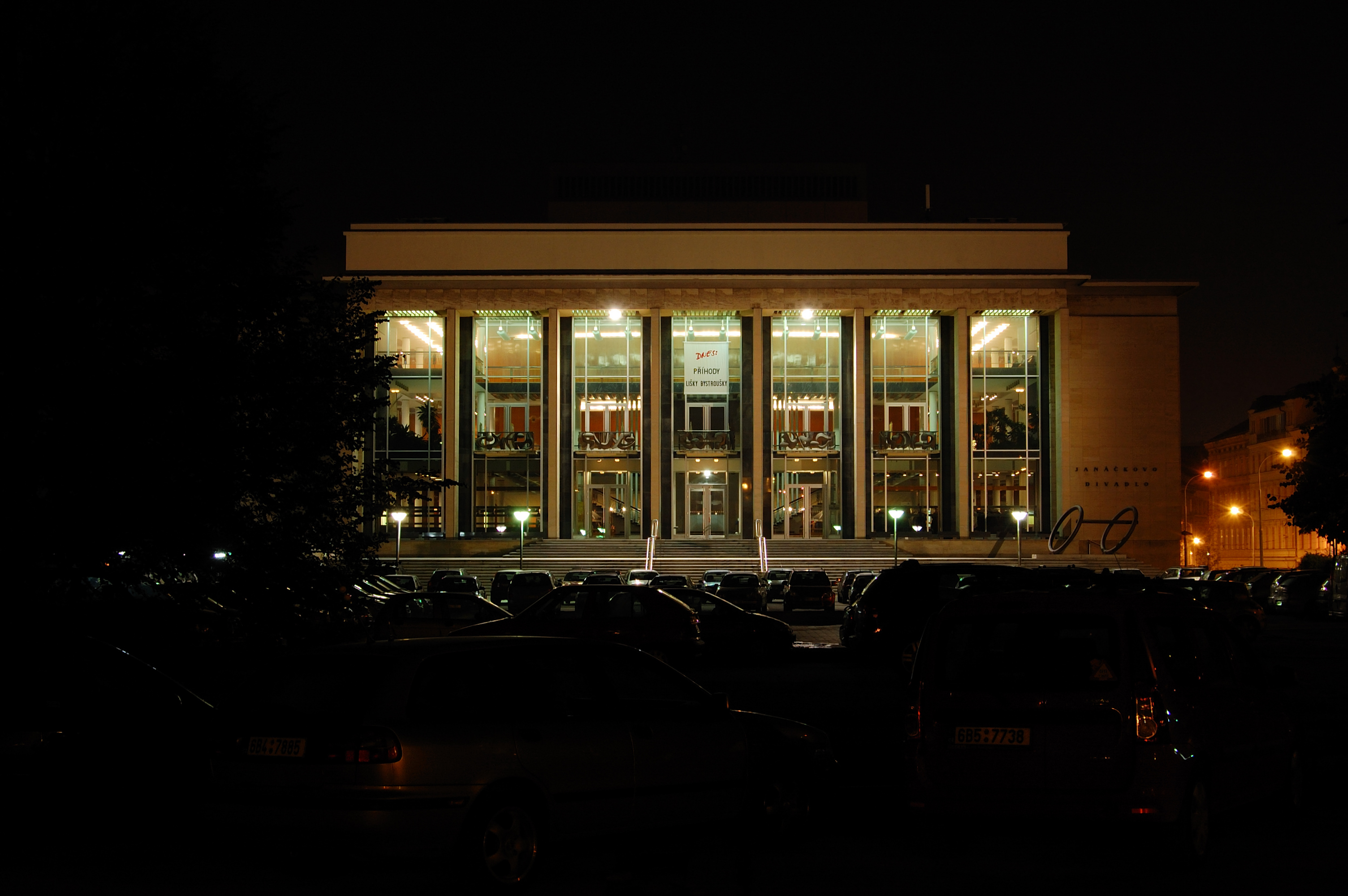
Janáčkovo divadlo v noci

Janáčkovo divadlo je divadelní budova v Rooseveltově ulici v Brně, přiléhající k parku Koliště a Moravskému náměstí. Bylo vystavěno v první polovině 60. let podle návrhu architekta Jana Víška. Provozně je součásti Národního divadla Brno. Programově jsou do něj umístěna zejména operní a baletní představení, vzhledem k dlouhodobé absenci vlastního velkého sálu zde také koncertuje Filharmonie Brno a koná se mimo jiné festival Moravský podzim. Otevřeno bylo 2. října 1965.

## Budova divadla
Budova Janáčkova divadla, jež stojí v Brně v Rooseveltově ulici a je obklopena parkem Koliště, byla vystavěna mezi lety 1961 a 1965. První návrhy vznikly již v letech 1907 a 1910 a situovaly divadlo na místo provizorně koupené budovy (která již kapacitně nepostačovala) na rohu Žerotínova náměstí a ulice Veveří nebo na kraj parku Lužánky.

### Návrhy stavby
Mezi lety 1910 a 1958 se odehrálo sedm architektonických soutěží s návrhy na budovu divadla, mezi navrhovateli byly osobnosti jako Bohuslav Fuchs, Josef Gočár, Vlastislav Hofman, Josef Chochola, Pavel Janák, Jan Kotěra, Emil Králík, Otakar Novotný, Oldřich Starý a Jan Víšek.
V první soutěži vyhrál Josef Mařík, druhý byl Alois Dryák a třetí Theodor Macharáček. Rozpory mezi diskutujícími stranami vyvrcholily další soutěží v roce 1913, která byla vyhlášena pouze pro soutěžící z roku 1910. Byla obeslána pouze dvaceti návrhy, první cena nebyla udělena. Kvůli první světové válce se nezačalo stavět, další kolo se odehrálo až v roce 1936, první cena udělena opět nebyla. Během této soutěže zveřejnil svůj mimosoutěžní návrh i Bohuslav Fuchs, jednalo se o futuristicky vyhlížející dílo. V roce 1940 Družstvo vyzvalo pět vybraných projektů, v užší soutěži zvítězil Jan Víšek. Později, v roce 1958, zvítězil opravdu návrh Jana Víška.

### Popis

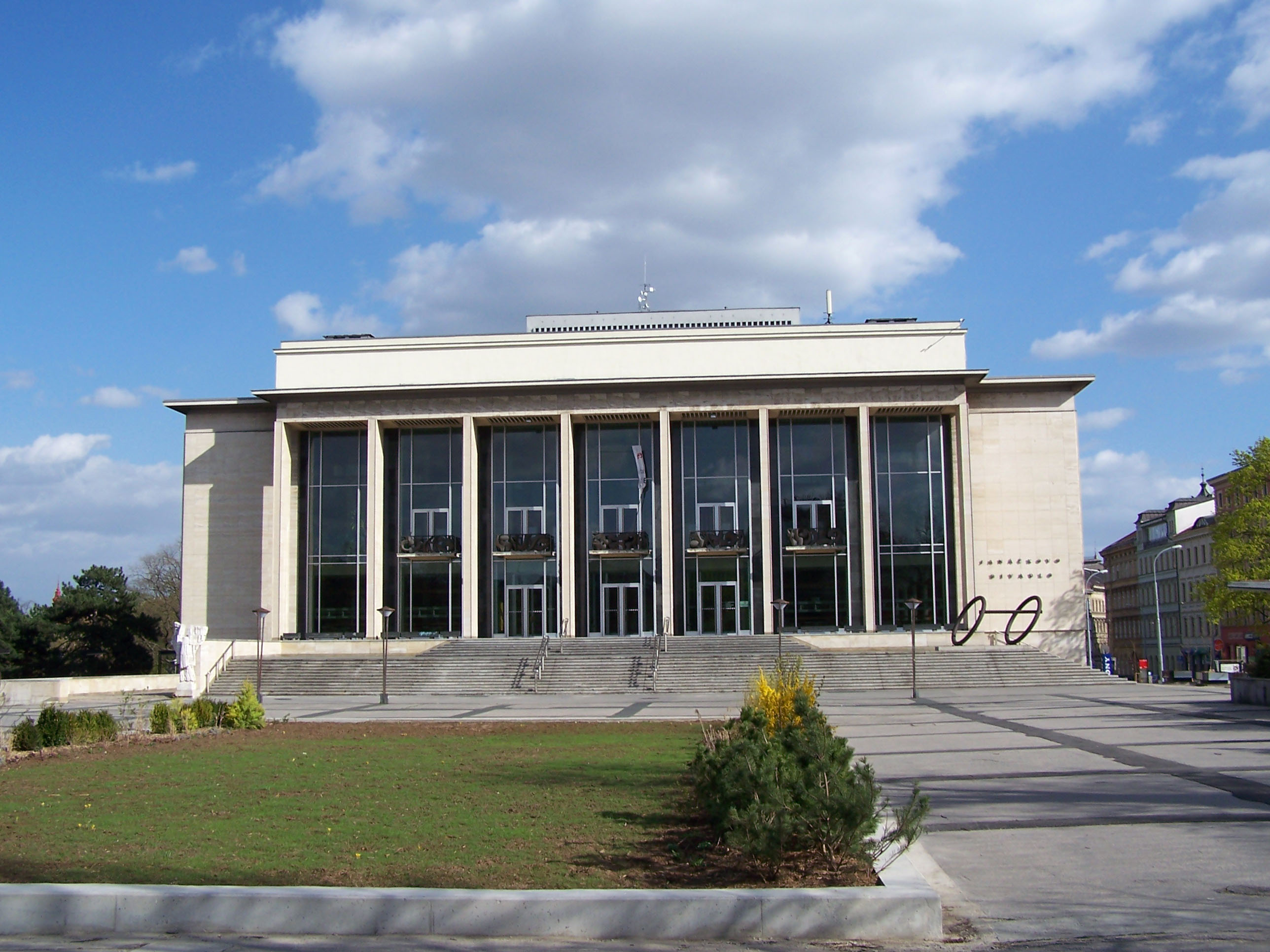
Budova Janáčkova divadla v roce 2011

Budova obsahuje jeviště s točnou, na něž navazují zadní a dvě boční jeviště. V budově se nachází hlediště pro původně 1 383 diváků (po rekonstrukcích 1063), které je koncipované jako stupňovitý amfiteátr s věncem lóží. V prvním suterénu pod vestibulem jsou umístěny restaurace, kavárna a klub umělců.
Nosná konstrukce se skládá ze železobetonového monolitického skeletu s výplňovým zdivem, hlediště a jeviště jsou zastropeny ocelovými vazníky. Na povrchy exteriérů a interiérů jsou použity materiály jako kámen, dřevo, ocel, sklo a hliník. Obložení a dlažby jsou ze žuly, černého syenitu a vápence. Dřevěná obložení jsou z jilmu a ořechu.
V roce 2007 oznámil brněnský zastupitel Jan Holík, že Janáčkovo divadlo čeká rekonstrukce. V témže roce rekonstrukce započala. Vztahovala se na rekultivaci okolí divadla, včetně vybudování podzemního parkoviště, opravu nevyhovujícího hlediště a další změny, které navrhoval architekt Jaroslav Černý. Brněnský rozpočet pro rekonstrukce vyčlenil 111 milionu korun.  

## Fotogalerie

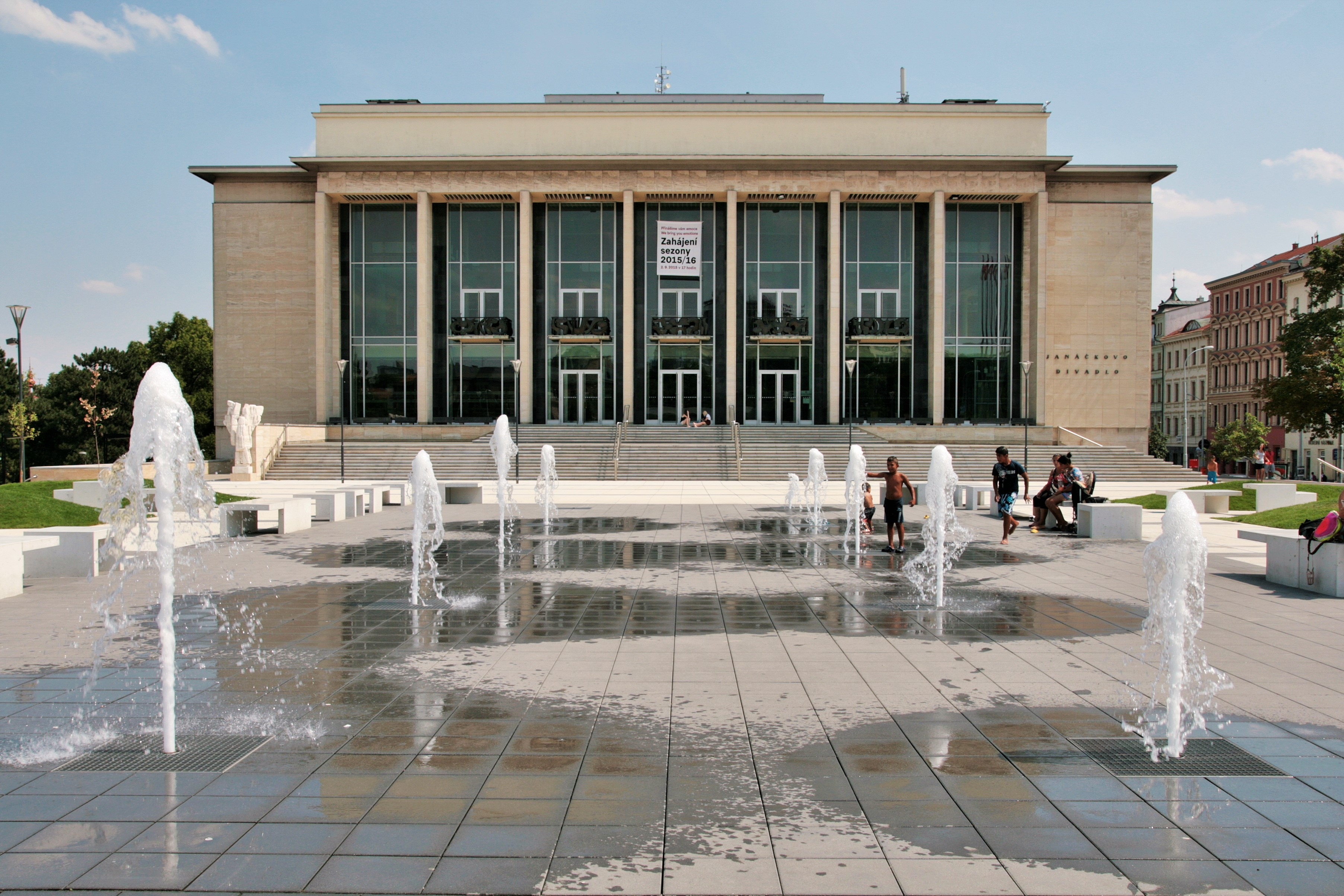
Vodotrysky před divadlem
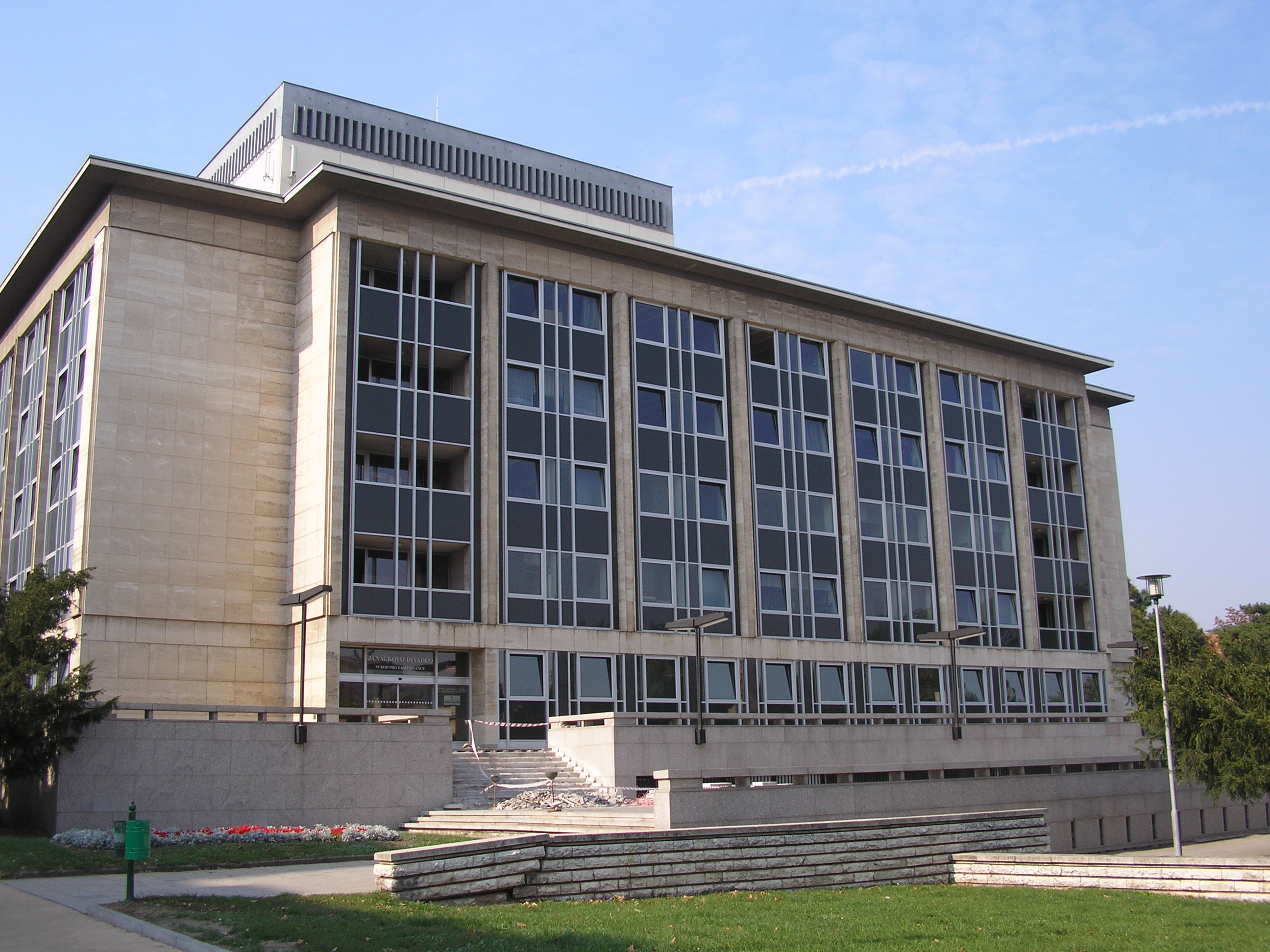
Zadní strana budovy s vchodem pro zaměstnance od Jezuitské ulice
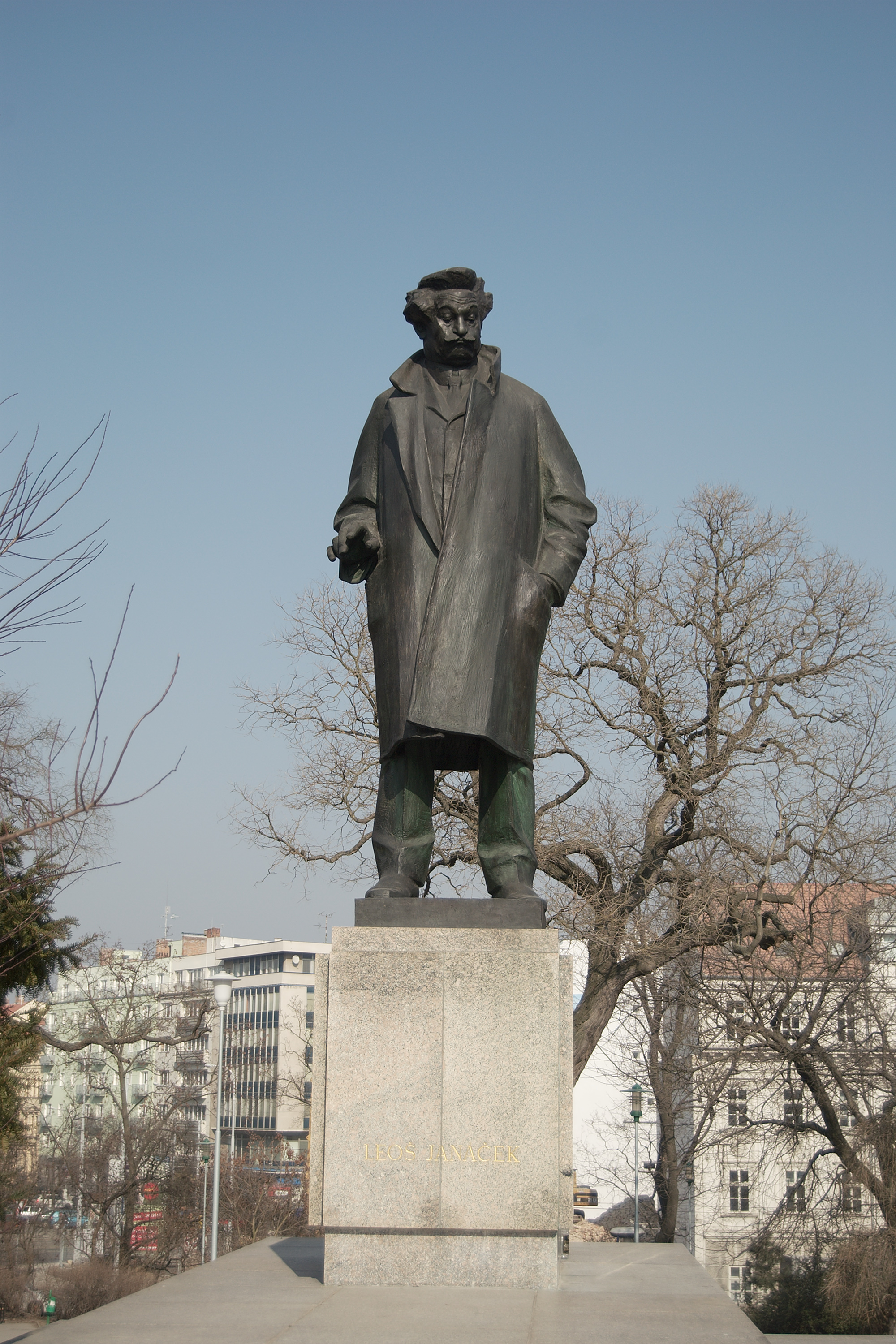
Socha Leoše Janáčka u divadla
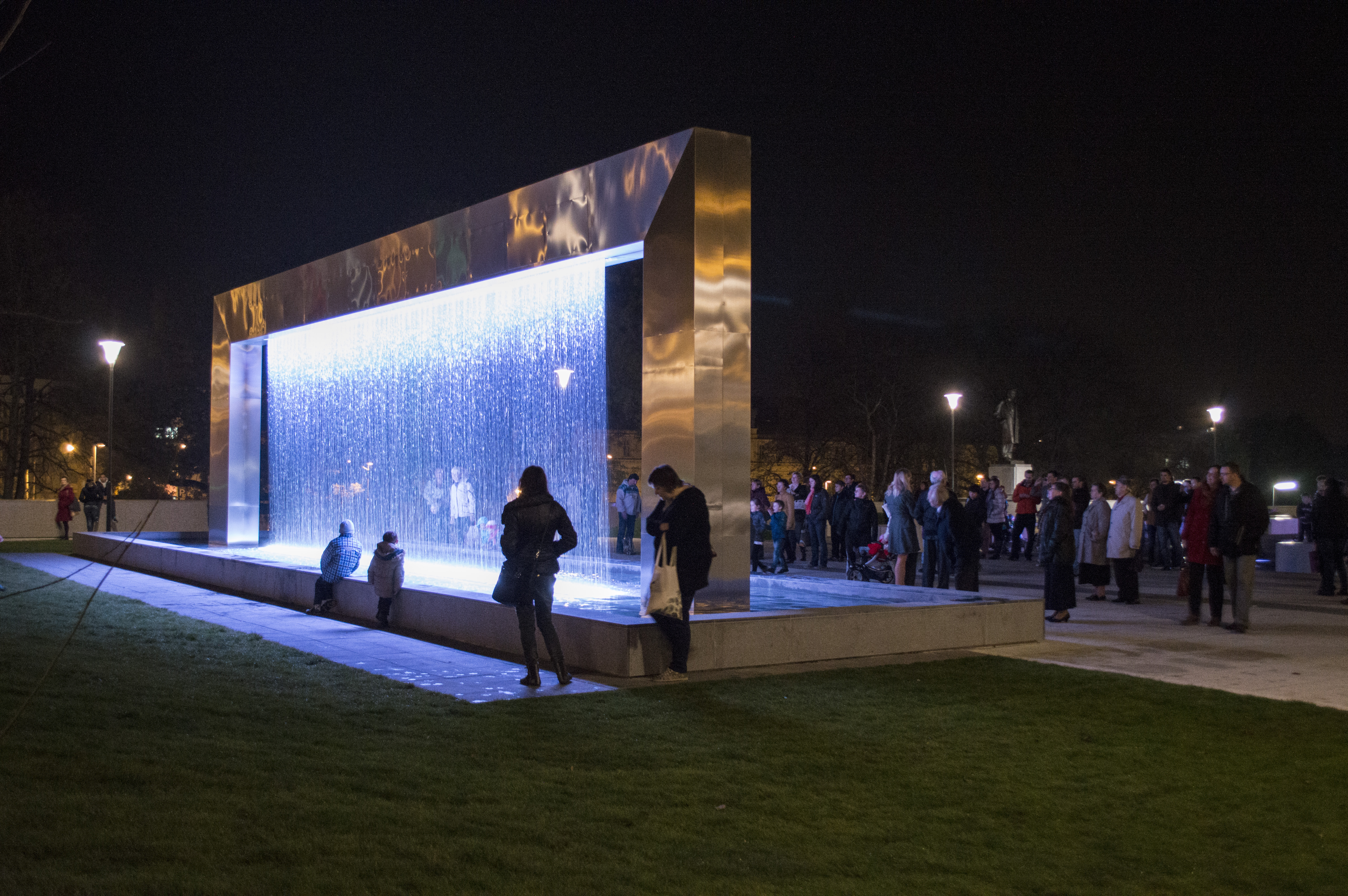
Noční fotografie fontány před Janáčkovým divadlem